# 廬江郡
廬江郡（ろこう-ぐん）は、中国にかつて存在した郡。漢代から唐代にかけて、現在の安徽省に設置された。

## 概要
紀元前203年（高帝4年）、英布が淮南王に封じられ、九江郡・衡山郡・廬江郡・豫章郡を管轄する淮南国が置かれた。紀元前164年（文帝16年）、劉賜が廬江王に封じられ、淮南国が分割されて、長江南岸に廬江国が置かれた。紀元前121年（元狩2年）、江北の衡山郡東部と九江郡南部を分割して、改めて廬江郡が置かれた。前漢の廬江郡は揚州に属し、舒・居巣・竜舒・臨湖・雩婁・襄安・樅陽・尋陽・灊・皖・湖陵邑・松茲の12県を管轄した。
後漢のとき、廬江郡は舒・雩婁・尋陽・灊・竜舒・臨湖・襄安・皖・居巣・六安・蓼・安豊・陽泉・安風の14県を管轄した。
晋のとき、廬江郡は舒・灊・皖・尋陽・居巣・陽泉・臨湖・襄安・竜舒・六安の10県を管轄した。
南朝宋のとき、廬江郡は南豫州に属し、舒・灊・始新の3県を管轄した。
南朝斉のとき、廬江郡は舒・灊・始新・和城・西華・呂亭左・譙の7県を管轄した。
南朝梁のとき、廬江郡は合州に属した。
東魏のとき、廬江郡は灊・北始新・南始新の3県を管轄した。
583年（開皇3年）、隋が郡制を廃すると、廬江郡は廃止されて、廬州に編入された。607年（大業3年）に州が廃止されて郡が置かれると、廬州が廬江郡と改称された。廬江郡は合肥・廬江・襄安・慎・霍山・開化・淠水の7県を管轄した。
620年（武徳3年）、唐により廬江郡は廬州と改められ、合肥・廬江・慎の3県を管轄した。742年（天宝元年）、廬州は廬江郡と改称された。758年（乾元元年）、廬江郡は廬州と改称され、廬江郡の呼称は姿を消した。